# Franska främlingslegionen
Franska främlingslegionen (franska: Légion étrangère), även känd som ”främlingslegionen”, är ett reguljärt främlingsförband inom den franska armén, etablerad 1831. Främlingslegionen är idag känd som ett elitförband vars utbildning fokuserar på traditionella militära färdigheter såväl som på den starka moralen som legionärer förväntas efterleva (esprit de corps). Eftersom soldaterna kommer från olika länder med olika kulturer är detta en brett accepterad lösning för att stärka gruppen. På grund av detta beskrivs utbildningen som inte bara fysiskt ansträngande utan också psykiskt utmanande med strikt disciplin.

## Historia

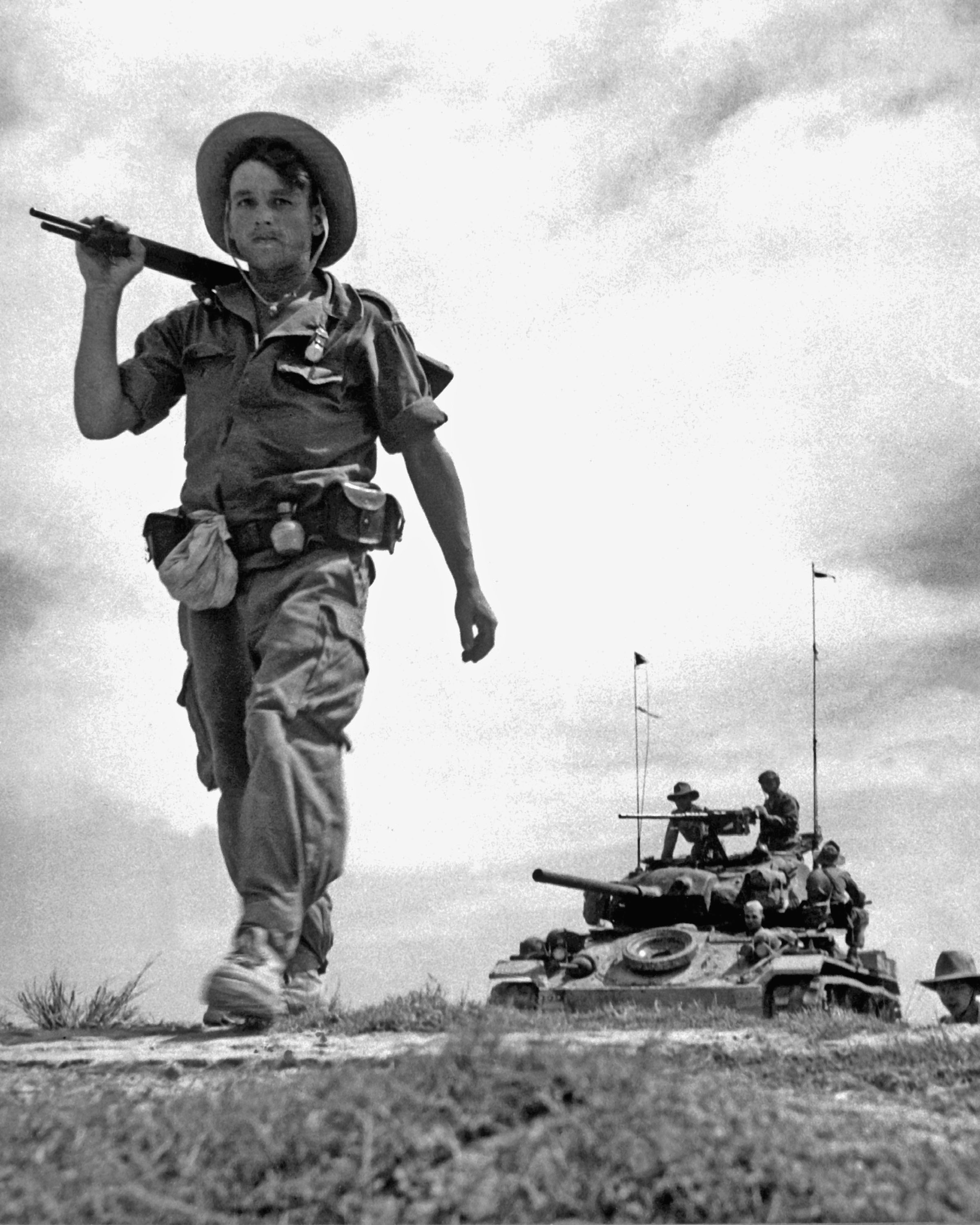
Främlingslegionär i Indokina 1954.

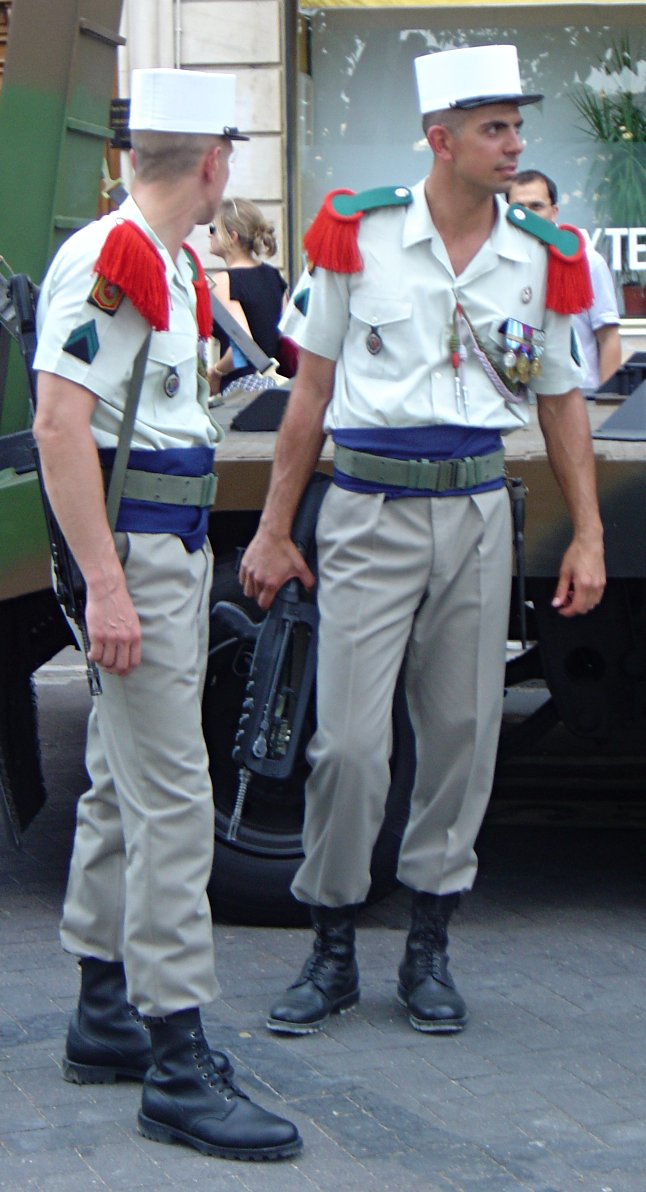
Två legionärer (från vänster en Caporal och en Légionnaire 1er classe) vid 1er REC i "Tenue de Garde" vaktdräkt av ML1991.

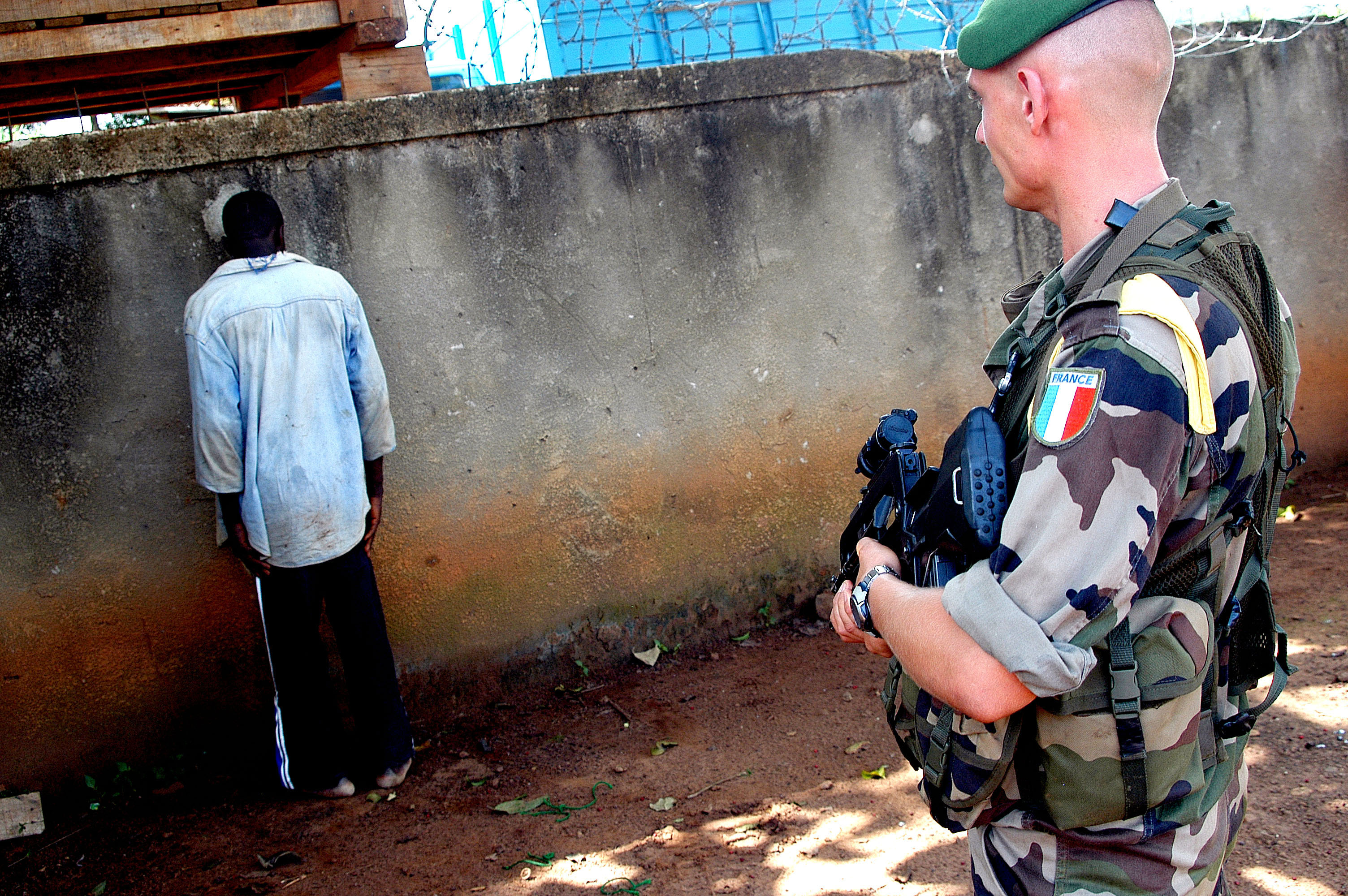
Främlingslegionär bevakar tillfångatagen rebell under inbördeskriget i Elfenbenskusten, 2004.

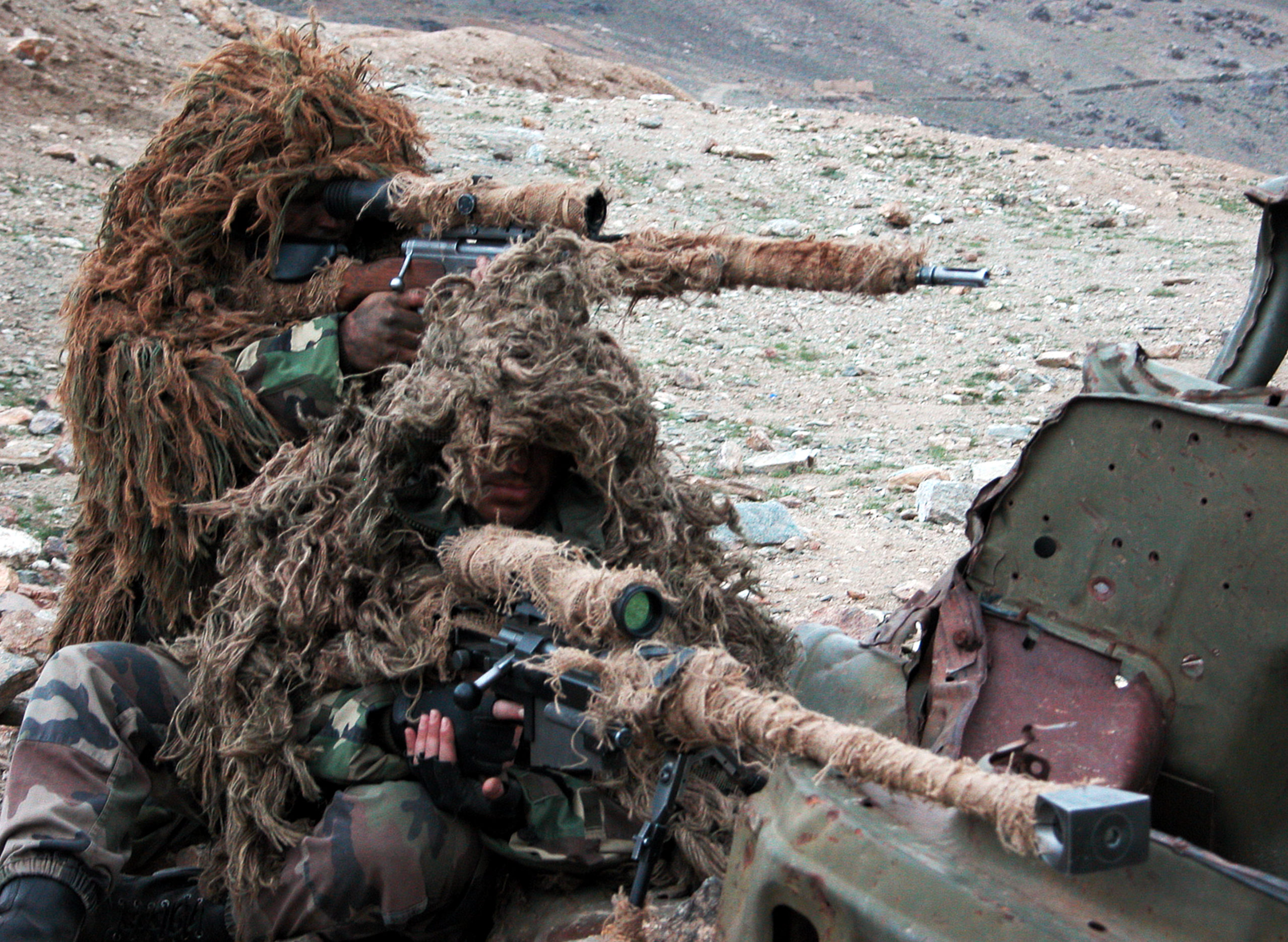
Prickskyttar från 2e REI i Afghanistan 2007.

Legionen skapades specifikt som en enhet för utländska frivilliga, kommenderade av franska officerare, men legionen är också öppen för franska medborgare Efter Julirevolutionen 1830 förbjöds utlänningar att skriva in sig i Frankrikes armé. 
Legionen sågs som ett bekvämt sätt att bli av med utlänningar (varav många antogs ha revolutionära politiska åsikter) genom att skicka dessa till Algeriet för att slåss för Frankrike i kampanjen för kolonisation som pågick där.
Legionen användes primärt för att skydda och expandera franska kolonialimperiet under 1800-talet, men den stred även för Frankrike i krig, däribland i Fransk-tyska kriget, första världskriget och andra världskriget. Främlingslegionen har förblivit en viktig del av den franska armén. Legionen har överlevt tre republiker, ett kejsardöme, två världskrig, uppbyggandet och nedmonteringen av värnpliktsarméer, nedmonteringen av Frankrikes koloniala imperium samt förlusten av legionens födelseplats Algeriet. Idag finns legionens huvudkvarter i Aubagne.
Främlingslegionen blev omtalad efter strider i Mexiko den 30 april 1863. En liten infanteripatrull på 62 meniga och tre officerare ledda av kapten Jean Danjou anfölls av tre bataljoner mexikanskt infanteri och kavalleri och tvingades försvara sig vid Hacienda Camerone. Trots det hopplösa läget slogs de nästan till siste man. Danjou sårades dödligt och hans sista män gjorde ett sista desperat utfall med bajonetter. När mexikanarna krävde att de sista tre överlevande skulle ge sig bad de att få ge sig hem och att ta med sig fanan och den döde Danjous kropp. Den mexikanske befälhavaren blev så imponerad att han utbrast: ”Detta är icke män, detta är djävlar” och gick med på deras begäran. Denna händelse firas av Främlingslegionen med en minnesdag och man tar då fram kapten Danjous löshand i trä.
Under det fransk-tyska kriget 1870–1871 kämpade legionen med att bryta belägringen av Paris och under första världskriget slogs den i slaget vid Verdun. Under andra världskriget deltog legionen i operationer i Norge, Mellanöstern, Nordafrika, Italien, Frankrike och Tyskland. Under kriget i Indokina 1946–1954 deltog den bland annat i det för Frankrike ödesdigra slaget vid Dien Bien Phu 1954. En stor del av de som slogs i detta slag var tyskar och många av marschsångerna i legionen är fortfarande av tyskt ursprung. Även om många tyskar ingick i förband från legionen vid Dien Bien Phu, var de allra flesta för unga för att ha deltagit i andra världskriget. Nutida forskning har visat att det är en myt att många var tidigare soldater i tyska Wehrmacht och Waffen-SS. Efter 1947 kontrollerade legionen mycket noga att rekryter inte hade ett förflutet i Waffen SS och antalet före detta SS-män vid Dien Bien Phu uppskattas till cirka 60 stycken, av dessa var dessutom många inte tyskar. Uppskattningsvis 210 000 tyskar har tjänstgjort i legionen sedan 1831, vilket gör dem till den största enskilda etniska gruppen i legionen.
Urval av etniska grupper som tjänat i Främlingslegionen:
| tyskar     |  | 210 000 man  |
| italienare |  | 60 000 man   |
| belgare    |  | 50 000 man   |
| fransmän   |  | 50 000 man   |
| spanjorer  |  | 40 000 man   |
| schweizare |  | 30 000 man   |
| polacker   |  | 10 000 man   |
| danskar    |  | ca 1 000 man |
| finländare |  | ca 500 man   |
| svenskar   |  | ca 500 man   |
| norrmän    |  | ca 100 man   |

2014 var ca 7 700 män verksamma i legionen, 413 officerare, 1 741 underofficerare och 5 545 legionärer.
Omkring 35 000 främlingslegionärer har stupat sedan 1831.
Under kriget mot självständighetsrörelsen i det franska territoriet Algeriet 1954–1962 hamnade legionen i vanrykte, dels på grund av den allmänt utbredda tortyren av fångar inom den franska armén, samt på grund av deltagandet i kuppförsöket mot president Charles de Gaulle. Legionens existens ifrågasattes, men efter att dess första fallskärmsregemente upplösts och högkvarteret flyttats till franska fastlandet kunde förbandet överleva.

## Utrustning
Främlingslegionen använder i princip samma vapen och utrustning som den vanliga franska armén.

## Nutid
Legionen har de senaste åren deltagit i fredsbevarande operationer på bland annat Balkanhalvön, samt deltog i Kuwaitkriget 1991.
Främlingslegionens högkvarter ligger i Aubagne utanför Marseille i Frankrike. Den har en borg i hamnen i Marseille ( Malmousque ) som är öppen 24 timmar om dygnet för värvning av frivilliga, den används även som resort för legionärer på permission. Förband finns även i de franska territorierna Franska Guyana och Mayotte. Legionen bör räknas som en av de främsta militära enheterna i världen då man har personer med olika utbildning och kompetens från olika länder.

### Förband
- 13e Demi-brigade de Légion Etrangère (13e DBLE – 13:e halvbrigaden) Camp du Larzac i La Cavalerie - Frankrike (29 juni 2016) tidigare i Dubai, Förenade Arab Emiraten och i Djibouti[6]
- 1er Régiment Etranger (1er RE – 1:a regementet) i Aubagne, Frankrike
- 1er Régiment Etranger de Cavalerie (1er REC – 1:a kavalleriregementet) i Carpiagne, Frankrike
- 1er Régiment Etranger de Génie (1er REG – 1:a ingenjörsregementet) i Laudun, Frankrike
- 2e Régiment Etranger d'Infanterie (2e REI – 2:a infanteriregementet) i Nimes, Frankrike
- 2e Régiment Etranger de Génie (2e REG – 2:a ingenjörsregementet) i Saint Christol, Frankrike
- 2e Régiment Etranger de Parachutistes (2e REP – 2:a fallskärmsregementet) i Calvi, Frankrike.
- 3e Régiment Etranger d'Infanterie (3e REI – 3:e infanteriregementet) i Franska Guyana, Sydamerika
- 4e Régiment Etranger (4e RE – 4:e regementet) i Castelnaudary, Frankrike
- Détachement de Légion Etrangère de Mayotte (DLEM – Mayottedetachementet) i Mayotte, Indiska Oceanen